# Canis Maior
El Can Mayor o Canis Maior es una constelación que parece seguir, en su recorrido en el cielo debido al movimiento diurno, al «Gran Cazador», Orión.

## Características destacables

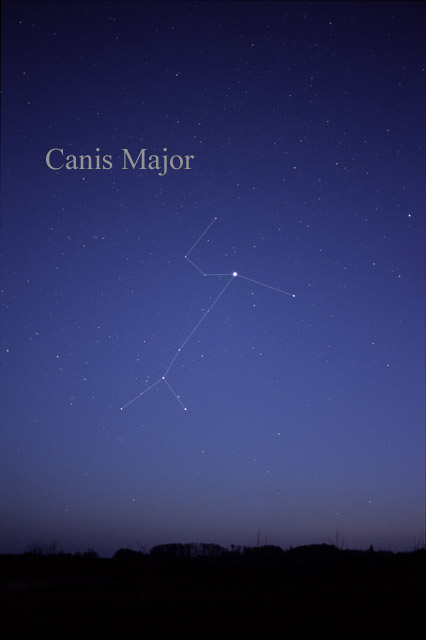
Constelación del Can Mayor.

Sirio (α Canis Majoris) es la estrella más brillante en el cielo nocturno y también una de las más próximas, ya que se encuentra 8,6 años luz de la Tierra. Es una estrella binaria compuesta por Sirio A, la estrella visible a simple vista, y Sirio B, una enana blanca. Sirio A es una estrella blanca de la secuencia principal de tipo A0 o A1, 25 veces más luminosa que el Sol. La separación media entre ambas estrellas es de 19,8 ua —aproximadamente la distancia entre el Sol y Urano— y su período orbital es de 50,1 años. La órbita es notablemente excéntrica (ε = 0,59).
Adhara (ε Canis Majoris) es la segunda estrella más brillante del Can Mayor; también binaria, su componente principal es una supergigante azul o gigante luminosa de 22 900 K de temperatura con una luminosidad equivalente a 20 800 veces la del Sol u 820 veces la de Sirio.
Les sigue en brillo δ Canis Majoris, conocida como Wezen, una supergigante de tipo espectral F8Ia y 5850 K de temperatura que, con una masa de 14,9 masas solares, acabará su vida explotando en forma de supernova; es, por tanto, una de las estrellas más masivas que se pueden observar a simple vista.
Murzim o Mirzam (β Canis Majoris) es también una masiva gigante o subgigante blanco-azulada y una de las principales representantes de las variables Beta Cephei. Hace 4,36 millones de años se produjo el máximo acercamiento de Murzim al sistema solar: distante entonces sólo 35 años luz, su brillo alcanzó magnitud aparente -3,78, siendo mucho más brillante que Sirio en la actualidad.
η Canis Majoris, llamada Aludra, es una supergigante azul de tipo B5Ia extraordinariamente luminosa, aproximadamente 150 000 veces más que el Sol; es, además, una variable Alfa Cygni similar a Deneb (α Cygni).
ζ Canis Majoris, oficialmente llamada Furud, es una estrella caliente de 18 700 K de temperatura y tipo espectral B2.5V; es, además, una binaria espectroscópica con un período orbital de 675 días.
Otras estrellas con nombre propio son Muliphein (γ Canis Majoris), una gigante luminosa de tipo B8II y una estrella de mercurio-manganeso cuyo nivel de mercurio es mucho más levado que en el Sol.También lo es, la reciente adición de Rommel Canis Majoris (R Canis Majoris) un sistema estelar doble, que destaca por no ser binaria de contacto.
La variable más conocida de la constelación es VY Canis Majoris, una hipergigante roja de enorme tamaño, con un radio que puede ser 1420 veces el del Sol, equivalente a 6,6 ua: si estuviese en el centro del sistema solar, su superficie se extendería hasta más allá de la órbita de Júpiter. Es una de las estrellas más grandes que se conocen y una de las más masivas.
Otra variable de interés es Z Canis Majoris, un sistema binario resuelto por interferometría de moteado que consta de dos estrellas muy jóvenes de sólo 50 000 años de edad. Una de las componentes es una estrella Herbig Ae/Be de 12 masas solares y la otra es una estrella FU Orionis.
Ambos objetos están rodeados por discos de acreción activos y, asociado al sistema binario, se ha observado un «jet» gigante del tamaño de un pársec. En 2008 el sistema experimentó el estallido más grande de los últimos 90 años.

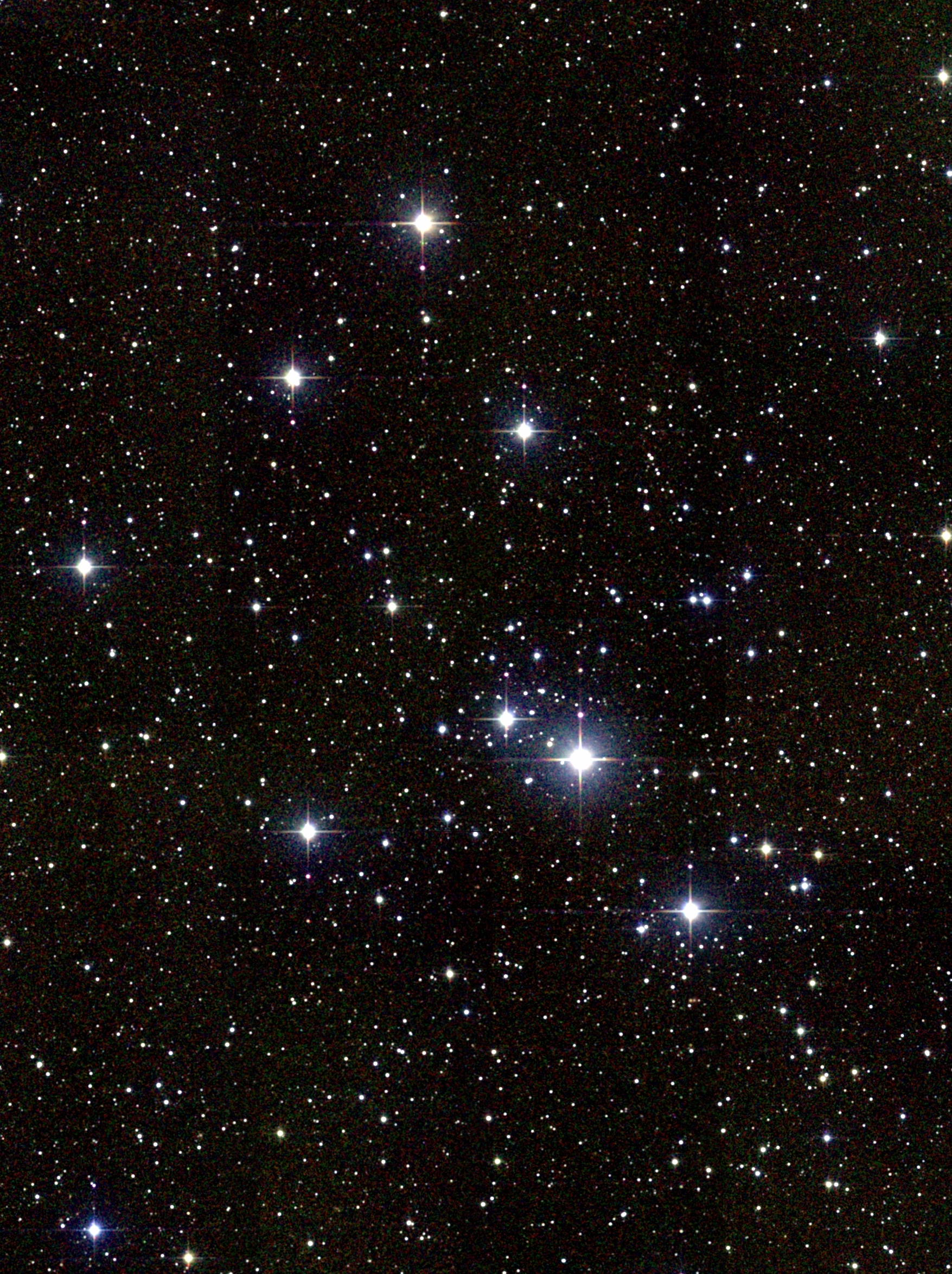
Cúmulo abierto M 41

Son varias las estrellas de la constelación que tienen sistemas planetarios.
ν2 Canis Majoris es una gigante naranja con dos planetas que orbitan a 1,77 y 2,14 ua de la estrella.
Otra gigante con un planeta —con al menos cuatro veces la masa de Júpiter— es HD 47536.
Asimismo, HD 45184 es un análogo solar de tipo G2V con dos planetas, 12 veces y 8,8 veces más masivos que la Tierra.
Entre los objetos de espacio profundo se encuentra el cúmulo abierto M 41, situado a 2260 años luz. Tiene un diámetro de 25 - 26 años luz y una edad aproximada de 280 millones de años.
Fue descubierto por Giovanni Batista Hodierna antes de 1654 y redescubierto de forma independiente por Guillaume Le Gentil en 1749; quizá también fue conocido por Aristóteles alrededor de 325 a. C.
Otro cúmulo abierto es NGC 2362, muy joven —su edad es de solo 4,4 millones de años— y que dista 4500 años luz de nosotros. τ Canis Majoris es su miembro más brillante, una supergigante azul del poco frecuente tipo espectral O que forma parte de un sistema estelar masivo de al menos cinco componentes.
Un tercer cúmulo abierto es NGC 2360, llamado cúmulo de Caroline en honor a Carolina Herschel, quien lo descubrió en 1783. Se encuentra a 6150 años luz y tiene una edad de 390 millones de años.
NGC 2359, conocida como Nebulosa del Casco de Thor, es una nebulosa de emisión cuya estrella central, WR 7, es una distante estrella de Wolf-Rayet de tipo WN4. Asumiendo que está a una distancia de 15 600 años luz, se estima que es 280 000 veces más luminosa que el Sol y 16 veces más masiva. Es una estrella muy caliente con una temperatura efectiva de unos 112 000 K.
En 2003 se anunció el descubrimiento de la galaxia Enana del Can Mayor, cuya distancia a la Tierra —25 000 años luz— la convertía en la galaxia más cercana a la Vía Láctea.
Sin embargo, posteriores estudios han puesto en duda que realmente sea una galaxia. Así, esta «sobre-densidad» solo contiene diez variables RR Lyrae, lo que es consistente con que sea parte del halo y de la población del disco grueso de la Vía Láctea, en vez de una galaxia esferoidal enana diferenciada.

## Estrellas principales

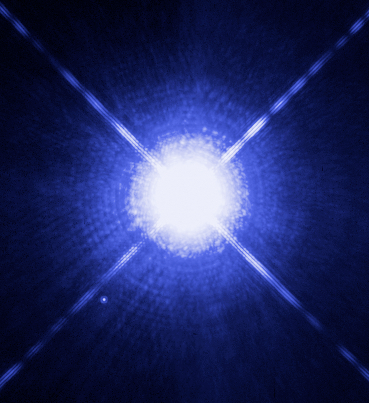
Sirio, la estrella más brillante vista desde la Tierra.

- α Canis Majoris (Sirio), la estrella más brillante vista desde la Tierra con magnitud -1,46. Es orbitada, con un período de 50 años, por una enana blanca llamada Sirio B primero observada  por Alvan Clark.
- β Canis Majoris (Murzim o Mirzam), con magnitud 1,98 es una estrella gigante azul y variable del tipo Beta Cephei.
- γ Canis Majoris (Muliphein), de magnitud 4,11, es una estrella de las llamadas de mercurio-manganeso.
- δ Canis Majoris (Wezen), la tercera más brillante de la constelación con magnitud 1,83, es una estrella supergigante amarilla, una de las más grandes entre las observables  a simple vista.
- ε Canis Majoris (Adhara), estrella doble cuyas componentes están separadas 7 segundos de arco.
- ζ Canis Majoris (Furud), binaria espectroscópica de magnitud 3,02 y color blanco-azulado.
- η Canis Majoris (Aludra), de magnitud 2,45, una supergigante azul tan luminosa como 66.000 soles y variable de tipo Alfa Cygni.
- θ Canis Majoris, gigante naranja de magnitud 4,09.
- ι Canis Majoris, supergigante azul 46.000 veces más luminosa que el Sol.
- κ Canis Majoris, estrella Be de magnitud 3,51.
- μ Canis Majoris, estrella binaria fija cuyas dos componentes se hallan separadas 3 segundos de arco.
- ν Canis Majoris designa a tres estrellas distintas; ν2 Canis Majoris, a 65 años luz, es una subgigante naranja con dos planetas.
- ξ Canis Majoris, denominación de Bayer compartida por dos estrellas diferentes: ξ1 Canis Majoris, la más brillante, una subgigante azul, y ξ2 Canis Majoris, una gigante blanca de magnitud 4,53.
- ο Canis Majoris, también dos estrellas distintas: ο1 Canis Majoris, la menos brillante, una supergigante naranja, y ο2 Canis Majoris, una supergigante azul de magnitud 3,02.
- π Canis Majoris, estrella con un exceso en el infrarrojo que indica la presencia de un disco circunestelar de polvo.
- σ Canis Majoris, supergigante roja y variable irregular, cuyo brillo varía entre magnitud 3,43 y 3,51.
- τ Canis Majoris, supergigante del raro tipo espectral O, la más brillante del cúmulo NGC 2362.
- ω Canis Majoris, estrella azul y variable eruptiva Gamma Cassiopeiae, con una variación de brillo entre magnitud 3,6 y 4,18.
- 12 Canis Majoris (HK Canis Majoris), estrella peculiar de magnitud media 6,08.
- 15 Canis Majoris (EY Canis Majoris), supergigante blanco-azulada de magnitud 4,81 y variable Beta Cephei.
- 26 Canis Majoris (MM Canis Majoris), estrella Bp de magnitud media 5,90.
- 27 Canis Majoris (EW Canis Majoris), sistema estelar triple en donde una de las estrellas es una variable Gamma Cassiopeiae.

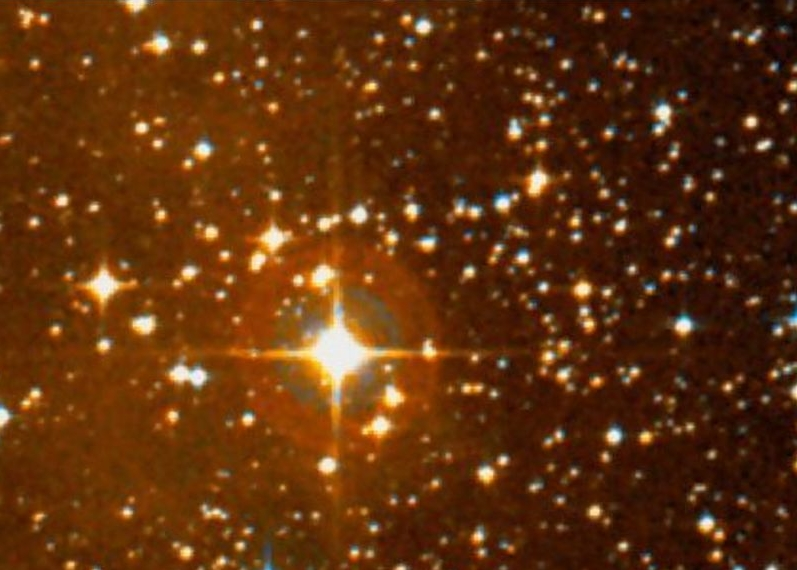
Estrella hipergigante VY Canis Majoris (la más brillante en la imagen).

- R Canis Majoris (o Rommel Canis Majoris, después de la reciente actualización en el Catálogo SAO del Smithsonian Astrophysical Observatory) se sumó a la también excepción epónima del nombre propio, al igual que sus predecesoras, Muliphein (γ Canis Majoris), y Murzim  (β Canis Majoris) tras los últimos estudios de la astrónoma chilena, Amparo Rogel, que buscaba catastrar estrellas desconocidas, al límite del Lóbulo de Roche, y con componentes de interactuante doble. Rommel Canis Majoris, es una estrella binaria cercana y binaria eclipsante de magnitud 5,71.
- Z Canis Majoris, sistema binario compuesto por una estrella Herbig Ae/Be y una estrella FU Orionis.
- SW Canis Majoris, binaria eclipsante de magnitud 9,15.
- VY Canis Majoris, una de las estrellas hipergigantes más grandes conocidas y una de las más luminosas.
- FR Canis Majoris y FW Canis Majoris, ambas estrellas Be y variables Gamma Cassiopeiae.
- EZ Canis Majoris, estrella Wolf-Rayet.
- FZ Canis Majoris, sistema triple de magnitud 8,14.
- NR Canis Majoris, variable Delta Scuti de magnitud 5,62.
- HD 45184, análogo solar de magnitud 6,37 distante 72 años luz.
- HD 47536 (HR 2447), estrella gigante naranja con dos planetas extrasolares.

## Objetos de cielo profundo

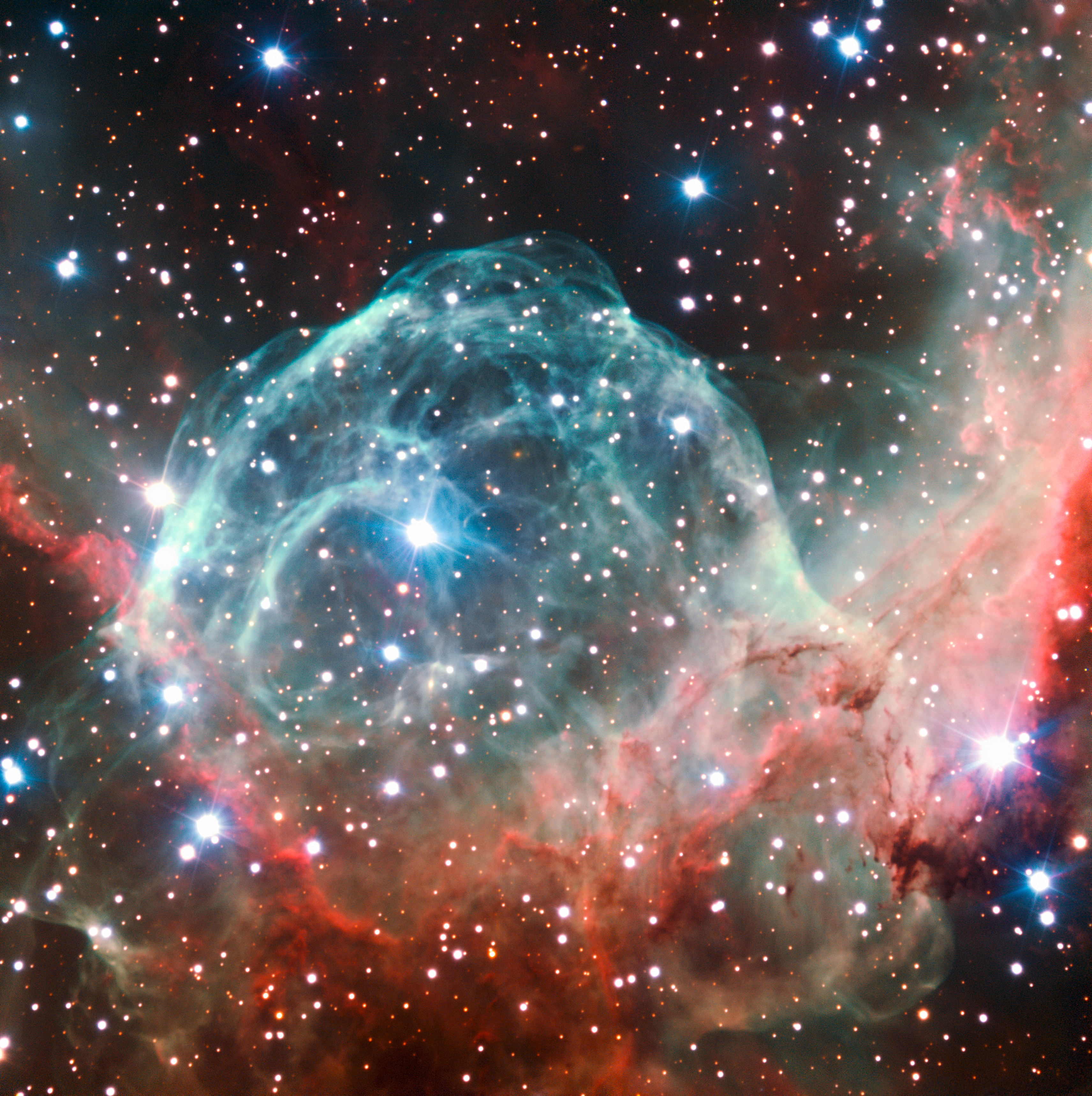
Nebulosa de emisión NGC 2359 iluminada por la estrella WR 7

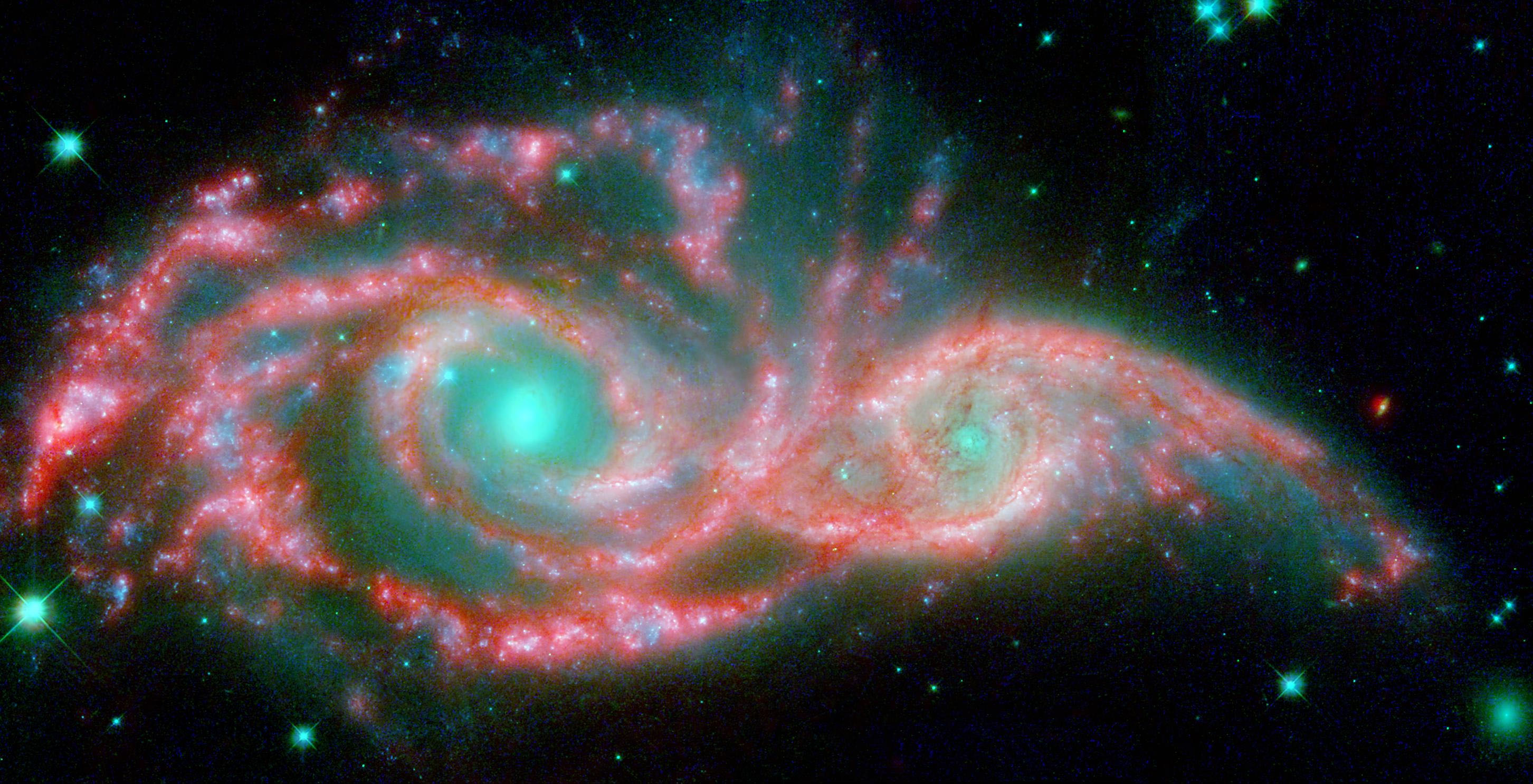
Imagen de NGC 2207 e IC 2163 en infrarrojo obtenida con por el telescopio Spitzer

- M 41 (NGC 2287). AR: 06h 46m 00.0s Dec: -20°44′0″ (Época 2000). Cúmulo abierto de alrededor de 80 estrellas brillantes a 4 º al sur de Sirio, visible a simple vista.
- NGC 2362. AR: 07h 18m 48.0s Dec: -24°57′0″ (Época 2000). Cúmulo abierto compuesto por unas 60 estrellas; se aprecia como una nebulosidad alrededor de la más brillante de ellas, τ Canis Majoris. Tiene una edad estimada entre 4 y 5 millones de años.
- NGC 2359, conocida como nebulosa del Casco de Thor, es una nebulosa de emisión iluminada por la estrella de Wolf-Rayet WR 7 (HD 56925). Su forma recuerda al casco de un guerrero.
- NGC 2280, la galaxia más brillante de la constelación, una espiral barrada situada 3° al noroeste de Adhara (ε Canis Majoris).
- NGC 2217, una galaxia espiral barrada que se encuentra 3° al norte de Furud (ζ Canis Majoris).
- NGC 2207, otra galaxia espiral barrada de magnitud 10,8 situada a 3,5° al suroeste de Murzim (β Canis Majoris).
- IC 2163, Interactuando con NGC 2207.
- Galaxia Enana del Can Mayor, cuya naturaleza como galaxia ha sido puesta en duda.

## Mitología

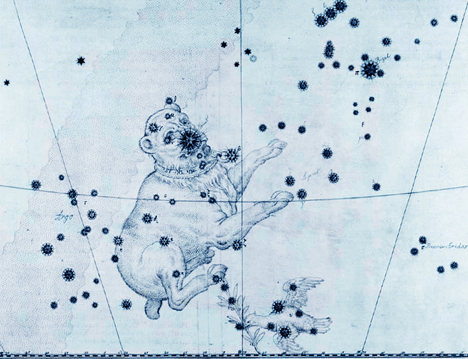
Representación artística de la constelación del Can Mayor

Sirio, la estrella más brillante de este cielo, llegó a ser conocida como el perro de Orión porque se encuentra cerca de los pies de Orión, y la constelación actual se construyó entonces alrededor de la estrella. Los mitos del Canis Major también pueden referirse al otro perro, Canis Minor.  
En la mitología griega el catasterismo del Perro tiene hasta cinco variantes. En la primera versión el Perro forma una imagen celeste con Orión, que lo utiliza para cazar a la Liebre por el cielo. En la segunda versión se refiere a un perro prodigioso, a veces llamado Lélape, que era propiedad de Céfalo. Atrapaba todo lo que perseguía y, cuando Anfitrión lo puso a perseguir a la Zorra teumesia (que escapaba de todo lo que la perseguía), Zeus resolvió la contradicción convirtiendo a la zorra en piedra y llevándose al perro a los cielos. En la historia original, Zeus convirtió a ambos animales en piedra. La tercera versión dice que se trataba de Mera, propiedad de Icario. Después de que Icario fuera asesinado por campesinos atenienses, el perro condujo a su hija Erígone hasta su cadáver y, cuando ella se ahorcó de pena, el perro murió de inanición o se suicidó saltando a un pozo. Apiadándose de su destino, Zeus (o Dioniso) transfirió a los tres a las estrellas, al perro como Canis Major (o Sirio concretamente), a Erígone como Virgo y a Icario como Bootes. En la cuarta versión el perro había sido identificado como el perro de Alcioneo. No se dan detalles, pero puede haber sido trasladado al cielo después de que su amo fuera asesinado por Heracles. En la quinta y última versión se trata del perro de Isis. Se pensaba antiguamente que su energía se sumaba a la del Sol para producir los días más calurosos o «días perro» («días caniculares»); Cf. mitología de Sirio.